# Gabriel Barbar
Gabriel Dechichi Barbar (Uberlândia, 9 de outubro de 1993) é um brasileiro que tornou-se famoso por suas habilidades com o cubo mágico, também conhecido como cubo de Rubik. Vencedor do Projeto Super-Humanos do Discovery Channel, seu maior feito foi o título mundial de velocidade na montagem do cubo mágico. Além disso, detém o recorde mundial de mais rápida resolução de 8 cubos mágicos, sem respirar, em 2 minutos. e é o único brasileiro no ranking da World Cube Association, em 55º lugar.

## Biografia
Gabriel, com apenas 16 anos, bateu o recorde sul-americano ao montar um cubo mágico em apenas 7,78 segundos. Por isso, foi convidado para participar da série “Projeto Super-Humanos” (“Superhuman Showdown”, em inglês), do canal Discovery, sendo o vencedor do episódio "O Poder da Mente". Participou também do programa da Nat Geo Os Incríveis – O Grande Desafio, onde ele foi desafiado a embaralhar 3 cubos mágicos, com olhos vendados, de maneira que fiquem iguais a 3 modelos indicados pela produção.

## Titulos e Honrarias
- Recordes pessoais: 7.78 segundos pra resolver um cubo (duas mãos) - recorde brasileiro[9]. 10.77 segundos (uma mão)[10].
- Detentor do título Sul-Americano desde 2010[11] (3o melhor tempo do mundo).[12]
- Detentor de 7 recordes sul-americanos e atual número 15 no ranking mundial[13].
- 2012 - Vencedor Goiânia Open 2012[14]
- 2012 - Oficina Open 2012[14]
- 2012 - SESC Santos 2012[14]
- 2013 - Campeonato Sul-Americano - vencedor em quatro das 17 categorias.[15]
- 2013 - Recorde mundial (mais rápida resolução de 8 cubos mágicos, sem respirar - 2 minutos)[16]
- 2014 - Vencedor do Campeonato Brasileiro de Cubo Mágico - Etapa verão [17]

## Na Mídia
- 2012 - Vencedor Programa Projeto Super-Humanos do canal Discovery (Episódio "Poder da Mente")
- 2013 - Semifinalista do Programa Got Talent Brasil, da Record.[18]
- 2013 - Programa Os Incríveis – O Grande Desafio, da Nat Geo